# Takeo Doi
Takeo Doi (土居健郎?, Doi Takeo; Tokyo, 17 marzo 1920 – 5 luglio 2009) è stato uno psicoanalista giapponese.
Takeo Doi ha fatto un'importante critica della società giapponese contemporanea nell'opera Anatomia della dipendenza, che analizza la causa e gli effetti del comportamento culturale giapponese amae.
Nel 1986 Takeo Doi ha pubblicato un altro libro, "L'anatomia del sé", che allarga la sua precedente analisi del concetto di amae attraverso un esame più approfondito della distinzione tradizionale tra honne e tatemae.
Doi si è laureato all'Università di Tokyo.
Per un'ampia critica della sua opera, che considera la teoria di Doi semplicemente come un'altra variante del nihonjinron, vedi Dale, Peter N. 1986. The Myth of Japanese Uniqueness (Il mito della unicità giapponese) Oxford, London. Nissan Institute, Croom Helm.pp.116-175

## Opere
- The Psychological World of Natsume Soseki, Harvard University Press, 1976, ISBN 978-0-674-72116-6
- The Anatomy of Self, 1986.
- Doi, T., Anatomia della dipendenza, Raffaello Cortina Editore, Milano, 1991. ISBN 978-88-7078-686-6